# 經國先生紀念堂
經國先生紀念堂，位於中華民國福建省連江縣南竿鄉，是第6－7任中華民國總統蔣經國的紀念館。現由交通部觀光局馬祖國家風景區管理處管理。

## 歷史
1988年1月13日，中華民國總統蔣經國逝世，隨後馬祖軍政首長商議在馬祖設立經國先生紀念館，最終選定於勝利水庫西側山丘上興建，於1994年6月竣工。

## 建築
該紀念堂建造於山丘上，為一座二層樓建築。總面積約達100公頃 。其建築仿照南京的中山陵與臺北的中正紀念堂採用藍瓦白牆風格，結構參考國家兩廳院的形式，為仿古歇山頂傳統宮殿式建築 。紀念園區正前下方的中央壁面上刻畫有蔣經國視察軍民防務的親民形象浮雕。大廳內的蔣經國坐姿銅像造型則模擬自陳一帆在臺北國父紀念館與中正紀念堂的雕像作品。

## 展館設施
一樓為蒋经国坐姿銅像與遺囑，二樓則為文物史料，展示經國先生歷年視察馬祖防務的老照片，以及各類文書往來的手稿。